# 6001 Thales
6001 Thales è un asteroide della fascia principale. Scoperto nel 1988, presenta un'orbita caratterizzata da un semiasse maggiore pari a 2,8551647 au e da un'eccentricità di 0,0521065, inclinata di 3,00593° rispetto all'eclittica.
L'asteroide è dedicato al filosofo greco antico Talete.